# Dipositronio
Il dipositronio, o di-positronio, simbolo Ps2, è una molecola esotica costituita da due atomi di positronio, un sistema debolmente legato di due elettroni e due positroni nel quale, in un trattamento teorico semplificato, si può ravvisare la presenza di 2 «atomi» e una «molecola».
Nel 1946 John Archibald Wheeler propose l'idea che due atomi di positronio avrebbero potuto legarsi e formare una molecola esotica. Nel 2005 venne comunicato da David Cassidy e Allen Mills dell'Università della California - Riverside che Ps2 era stata osservata sperimentalmente, cosa che poi venne confermata nel 2007.
Allo scopo, idue ricercatori hanno lanciato intensi fasci di positroni in film sottili di silice porosa per rallentarli; in tal modo, i positroni termalizzati all'interno della silice hanno potuto catturare elettroni per formare atomi di positronio; una frazione di questi ultimi ha potuto sopravvivere abbastanza a lungo da interagire ed unirsi in coppie, formando molecole di dipositronio.
Nel 2010 la tecnica sperimentale venne affinata e ciò permise di studiare le interazioni di atomi di positronio con spin polarizzati. Nel 2012 Cassidy et al. riuscirono ad ottenere stati eccitati del positronio con numero quantico orbitale L = 1.
Sono in corso ricerche in dettaglio sui molteplici modi di decadimento di questa molecola esotica.